# Брин, Гари
Гари Брин (англ. Gary Breen; 12 декабря 1973 года, Лондон) — ирландский футболист, центральный защитник. Известен по выступлениям за клубы «Ковентри Сити» и «Сандерленд», а также сборную Ирландии. Участник чемпионата мира 2002 года.

## Клубная карьера
Брин является воспитанником клуба «Чарльтон Атлетик», но не сыграл в его основной команде ни одного матча, он в 17 лет перешёл в «Мейдстон Юнайтед», затем за 5 лет он сменил ещё 4 клуба, пока в 1997 году не оказался в «Ковентри Сити», в котором задержался на 5 сезонов, 4 из которых клуб провёл в Премьер-лиге. В 2002 году он перешёл в «Вест Хэм Юнайтед», но задержался там не надолго и вскоре очутился в «Сандерленде», где стал капитаном команды и вышел вместе с клубом в Премьер-лигу. После 3-х сезонов в «Сандерленде» карьера Брина пошла на спад, и хотя он продолжал оставаться в профессиональном футболе до 2010 года, в клубах Премьер-лиги уже не играл.

## Карьера в сборной
В составе национальной сборной Брин дебютировал 2 июня 1996 года в матче со сборной Хорватии. Всего в составе сборной провёл 63 матча, в которых забил 7 голов. Принимал участие в чемпионате мира 2002 года.

## Тренерская карьера
На закате карьеры футболиста Брин провёл сезон в качестве ассистента главного тренера «Барнета».

## Достижения
Сандерленд
- Чемпион Футбольной лиги Англии: 2004/05

Индивидуальные
- В команде года Футбольной лиги Англии: 2004/05
- Игрок года «Ковентри Сити»: 2000/01